# ペムブロリズマブ
ペムブロリズマブ（Pembrolizumab、旧名：lambrolizumab）は、癌免疫療法に使用されるヒト化モノクローナル抗体であり、PD-1阻害薬の一つである。最初、転移を有する悪性黒色腫の治療に対する臨床試験が実施された。商品名キイトルーダ。開発コードMK-3475。
2014年9月、米国FDAはペムブロリズマブを迅速承認した。米国ではBRAF変異陽性の患者に対してセカンドラインとしてのイピリムマブとの併用療法、あるいはイピリムマブとBRAF阻害薬投与後の治療に用いることができる。
2015年3月には英国でも医薬品早期アクセス制度（EAMS）に則って迅速承認され、進行悪性黒色腫に対する第一選択薬となった。
2015年10月、米国で白金系抗がん剤無効のPD-L1陽性非小細胞肺癌について迅速承認された。
2016年9月には、日本でも根治切除不能な悪性黒色腫を対象として承認された。

## 作用機序
ペムブロリズマブは、受容体であるPD-1に結合する抗体医薬品である。この受容体は癌細胞による免疫回避に利用される。健康なヒトでは通常これは自己免疫疾患を抑制する役割を担っているが、一部の癌患者においては、ペムブロリズマブのような抗体を投与してこの受容体を阻害することで、免疫系を再活性化させ、自己の一部である癌細胞を攻撃させて破壊することができる。いわゆる免疫チェックポイント阻害療法である。

## 効能効果
- 根治切除不能な悪性黒色腫
- 切除不能な進行・再発の非小細胞肺癌
- 再発又は難治性の古典的ホジキンリンパ腫
- がん化学療法後に増悪した根治切除不能な尿路上皮癌
- がん化学療法後に増悪した進行・再発の高頻度マイクロサテライト不安定性(MSI-High)を有する固形癌(標準的な治療が困難な場合に限る)
- 根治切除不能又は転移性の腎細胞癌
- 再発又は遠隔転移を有する頭頸部癌
- 根治切除不能な進行・再発の食道癌
- 治癒切除不能な進行・再発の高頻度マイクロサテライト不安定性（MSI-High）を有する結腸・直腸癌
- PD-L1陽性のホルモン受容体陰性かつHER2陰性の手術不能又は再発乳癌
- がん化学療法後に増悪した切除不能な進行・再発の子宮体癌
- がん化学療法後に増悪した高い腫瘍遺伝子変異量（TMB-High）を有する進行・再発の固形癌（標準的な治療が困難な場合に限る）

## 臨床試験
進行悪性黒色腫に対する大規模第I相臨床試験での奏効率は37〜38%であり、イピリムマブ投与後に進行した患者では26%であった。
非小細胞肺癌 (NSCLC) に対する第I相臨床試験での奏効率は、対象集団全体で19.4%、腫瘍細胞の半分以上がPD-L1を発現していた患者で45.2%であった。また無増悪生存期間の中央値は、それぞれ3.7か月と6.3か月であった。
複数の転移を有する非小細胞肺癌に対する第II相臨床試験が進行中である。また、白金系抗がん剤を対照とした第三相臨床試験が実施されている。
進行性多巣性白質脳症 (PML) の患者では、8例中5例で、ペムブロリズマブによって JCウイルス量が減少し，臨床的改善もみられた。